# Zapata County
Das Zapata County ist ein County im Bundesstaat Texas der Vereinigten Staaten. Das U.S. Census Bureau hat bei der Volkszählung 2020 eine Einwohnerzahl von 13.889 ermittelt. Der Verwaltungssitz (County Seat) ist Zapata.

## Geographie
Das County liegt im Süden von Texas, grenzt im Südwesten an Mexiko und hat eine Fläche von 2740 Quadratkilometern, wovon 159 Quadratkilometer Wasserfläche sind. Es grenzt im Uhrzeigersinn an folgende Countys: Webb County, Jim Hogg County und Starr County.

## Geschichte
Zapata County wurde 1858 aus Teilen des Starr County und Webb County gebildet. Benannt wurde es nach Antonio Zapata, einem Rancher und Offizier der Republik Rio Grande, die sich 1840 von Mexiko losgesagt hatte.

## Demografische Daten

Alterspyramide des Zapata County

Nach der Volkszählung im Jahr 2000 lebten im Zapata County 12.182 Menschen in 3.921 Haushalten und 3.164 Familien. Die Bevölkerungsdichte betrug 5 Einwohner pro Quadratkilometer. Ethnisch betrachtet setzte sich die Bevölkerung zusammen aus 84,07 Prozent Weißen, 0,41 Prozent Afroamerikanern, 0,32 Prozent amerikanischen Ureinwohnern, 0,19 Prozent Asiaten, 0,04 Prozent Bewohnern aus dem pazifischen Inselraum und 12,64 Prozent aus anderen ethnischen Gruppen; 2,33 Prozent stammten von zwei oder mehr Ethnien ab. 84,78 Prozent der Einwohner waren spanischer oder lateinamerikanischer Abstammung.
Von den 3.921 Haushalten hatten 43,2 Prozent Kinder oder Jugendliche, die mit ihnen zusammen lebten. 64,2 Prozent waren verheiratete, zusammenlebende Paare 13,0 Prozent waren allein erziehende Mütter und 19,3 Prozent waren keine Familien. 17,5 Prozent waren Singlehaushalte und in 10,3 Prozent lebten Menschen im Alter von 65 Jahren oder darüber. Die durchschnittliche Haushaltsgröße betrug 3,10 und die durchschnittliche Familiengröße betrug 3,52 Personen.
33,0 Prozent der Bevölkerung war unter 18 Jahre alt, 10,0 Prozent zwischen 18 und 24, 24,1 Prozent zwischen 25 und 44, 18,6 Prozent zwischen 45 und 64 und 14,3 Prozent waren 65 Jahre alt oder älter. Das Durchschnittsalter betrug 31 Jahre. Auf 100 weibliche Personen kamen 96,8 männliche Personen und auf 100 Frauen im Alter von 18 Jahren oder darüber kamen 93,7 Männer.
Das jährliche Durchschnittseinkommen eines Haushalts betrug 24.635 USD, das Durchschnittseinkommen einer Familie betrug 26.722 USD. Männer hatten ein Durchschnittseinkommen von 26.294 USD, Frauen 14.579 USD. Das Prokopfeinkommen betrug 10.486. 35,8 Prozent der Einwohner 29,3 Prozent der Familien lebten unterhalb der Armutsgrenze.

## Orte im Zapata County
Census-designated places (CDP)
| - Falcon Lake Estates - Falcon Mesa - Las Palmas - Lopeño | - Los Lobos - Medina - Morales-Sanchez - New Falcon | - Ramireno - San Ygnacio - Siesta Shores - Zapata |